# یوانکا پیندا
یوانکا پیندا (انگلیسی: Juanca Pineda؛ زادهٔ ۱۲ ژانویهٔ ۲۰۰۰) بازیکن فوتبال اهل جمهوری دومینیکن است.
وی همچنین در تیم‌های ملی فوتبال جمهوری دومینیکن بازی کرده‌است.